# Acherontia intermedia
Acherontia intermedia är en fjärilsart som beskrevs av Tutt 1904. Acherontia intermedia ingår i släktet Acherontia och familjen svärmare. Inga underarter finns listade i Catalogue of Life.